# Kiara Parker
Pour les articles homonymes, voir Parker.
Kiara Parker (née le 28 octobre 1996) est une athlète américaine spécialiste des épreuves de sprint.

## Biographie
Elle remporte la médaille d'or du relais 4 x 100 m lors des championnats d'Amérique du Nord, d'Amérique centrale et des Caraïbes 2018 à Toronto et la médaille de bronze du  relais 4 x 100 m lors des championnats du monde 2019 à Doha.